# Ворохобино (Вологодская область)
Ворохобино — деревня в Бабаевском районе Вологодской области.
Входит в состав Тороповского сельского поселения, с точки зрения административно-территориального деления — в Тороповский сельсовет.
Расстояние по автодороге до районного центра Бабаево составляет 29 км, до центра муниципального образования деревни Торопово — 3 км. Ближайшие населённые пункты — Вантеево, Тимошкино, Тупик.
Население по данным переписи 2002 года — 9 человек.